# Francis Polkinghorne Pascoe
Pour les articles homonymes, voir Pascoe.
Francis Polkinghorne Pascoe est un entomologiste britannique, né le 1er septembre 1813 à Penzance, en Cornouailles et mort le 20 juin 1893 à Brighton.

## Biographie
Il fait ses études au St Bartholomew's Hospital. Devenu chirurgien à la Royal Navy, il sert en Australie, dans les Caraïbes et en Méditerranée. Il se marie avec une certaine Mary Glasson, des Cournailles, et s’installe près de St Austell, où sa femme possède une propriété produisant de la kaolinite. Veuf en 1851, il s’installe à Londres et se consacre à l’histoire naturelle et plus particulièrement à l’entomologie. Il fait des voyages pour récolter des spécimens en Europe, en Afrique du Nord et dans la basse Amazonie mais sans grand résultat, aussi Pascoe travaille sur des insectes récoltés par d’autres. C’est ainsi qu’il décrit et liste les espèces récoltées par Alfred Russel Wallace (1823-1913) (dans Longicomia Malayana), par Robert Templeton (1802-1892) et d’autres grands collectionneurs. Il devient membre de la Société entomologique de Londres en 1854, son vice-président en 1864-1865, membre de la Société entomologique de France, de la Société royale belge d’entomologie et de la Société entomologique de Stettin. Il est élu à la Société linnéenne de Londres en 1852 et fait partie du conseil de la Société Ray. Ses 2 500 types sont conservés au musée d'histoire naturelle de Londres.

## Liste partielle des publications
- 1858 : On new genera and species of longicorn Coleoptera. Part III Trans. Entomol. Soc. London, (2) 4 : 236-266.
- 1859 : On some new genera and species of longicorn Coleoptera. Part IV.Trans.Entomol. Soc. London, (2) 5 : 12-61.
- 1860 : Notices of new or little-known genera and species of Coleoptera. J.Entomol., 1 (1) : 36-64.
- 1860 : Notices of new or little-known genera and species of Coleoptera, pt.II. J. Entomol., 1 (2) : 98-131.
- 1862 : Notices of new or little-known genera and species of Coleoptera. J.Entomol., 1 : 319-370.
- 1864-1869 : Longicornia Malayana; or a descriptive catalogue of the species of the three longicorn families Lamiidae, Cerambycidae and Prionidae collected by Mr. A. R. Wallace in the Malay Archipelago. Trans.Entomol. Soc. London, (3) 3 : 17-12.
- 1866 : List of the Longicornia collected by the late Mr. P. Bouchard, at Santa Marta. Trans. Entomol. Soc. London, 5 (3) : 279-296.
- 1867 : Diagnostic characters of some new genera and species of Prionidae. Ann. Mag. Nat. Hist., (3) 19 : 410-413
- 1875 : Notes on Coleoptera, with descriptions of new genera and species. Part III. Ann. Mag. Nat. Hist., (4) 15 : 59-73.
- 1880 : Zoological classification; a handy book of reference with tables of the subkingdoms, classes, orders, etc., of the animal kingdom, their characters and lists of the families and principal genera (J. Van Voorst, Londres) — Un exemplaire numérique peut être consultable sur Archive.org

## Source
- Traduction de l'article de langue anglaise de Wikipédia (version du 11 décembre 2006).